# Antonio del Amo
Antonio del Amo, né le 9 septembre 1911 à Valdelaguna et mort le 19 juin 1991 à Madrid, est un réalisateur de cinéma espagnol.

## Biographie
Réalisateur de documentaires avant la guerre civile espagnole, sa carrière artistique a été bloquée par l'arrivée au pouvoir du régime de Franco. Son amitié avec Luis Buñuel lui a permis de participer au tournage du film de Jean Grémillon La Dolorosa. Il a par la suite été assistant réalisateur pour Rafael Gil, Antonio Román et Ignacio Iquino. Il réalise son premier long métrage en 1947 scénarisé par son ami Manuel Mur Oti, et rencontre le succès dans les années 1950, notamment avec les films dans lesquels il fait jouer le jeune Joselito, dit le Rossignol espagnol. 
Son film Sierra maldita est récompensé en 1954 au Festival international du film de Saint-Sébastien.
Il enseigne à l'Escuela Oficial de Cine (es) de 1947 à 1959. Il décède dans un accident de la circulation en 1991.

## Filmographie
- 1942 : Hallazgo en Italica
- 1947 : Cuatro mujeres
- 1948 : El huésped de las tinieblas (es)
- 1949 : Noventa minutos (es)
- 1949 : Alas de juventud (es)
- 1951 : Día tras día
- 1953 : Puebla de las mujeres (es)
- 1954 : El pescador de coplas
- 1954 : Sierra maldita
- 1956 : Le Petit Vagabond (El pequeño ruiseñor)
- 1956 : El sol sale todos los días
- 1957 : L'Enfant à la voix d'or (Saeta del ruiseñor)
- 1958 : Le Rossignol des montagnes (El ruiseñor de las cumbres)
- 1959 : Écoute ma chanson (Escucha mi canción)
- 1960 : Le Petit Colonel (El pequeño coronel)
- 1960 : Melocotón en almíbar (es)
- 1961 : Mon ami Josélito (Bello recuerdo)
- 1961 : Les Deux Gamins (Los dos golfillos)
- 1963 : El secreto de Tommy
- 1963 : Las gemelas
- 1965 : Seul contre tous (El hijo de Jesse James)
- 1966 : Un perro en órbita
- 1969 : Tengo que abandonarte
- 1975 : Madres solteras (es)

## Nominations et récompenses
- Meilleur film pour Sierra maldita en 1954 au Festival international du film de Saint-Sébastien.